# Irfan Jasarevic
Irfan Jasarevic, född 24 augusti 1995 i Vitez, är en bosnisk fotbollsspelare som spelar för Željezničar.

## Karriär
I januari 2018 värvades Jasarevic av Dalkurd FF. Han gjorde allsvensk debut den 8 april 2018 i en 3–0-vinst över Östersunds FK. Efter säsongen 2021 lämnade Jasarevic klubben.
I mars 2022 värvades Jasarevic av BK Olympic i Ettan Södra. I januari 2023 återvände han till Bosnien och skrev på för Željezničar.